# Beira Interior Sul
La Beira Interior Sul és una subregió estadística portuguesa, part de la Regió Centre i del Districte de Castelo Branco. Limita al nord amb Cova da Beira i Beira Interior Norte, a l'est amb Extremadura, al sud amb Alto Alentejo i a l'oest amb Pinhal Interior Sul. Comprèn 4 concelhos: Castelo Branco, Idanha-a-Nova, Penamacor i Vila Velha de Ródão.